# Hydroptila dominicana
Hydroptila dominicana is een schietmot uit de familie Hydroptilidae. De soort komt voor in het Neotropisch gebied.